# 한얼테마과학박물관
한얼테마과학박물관은 경기도 여주시 대신면 옥촌리에 있는 박물관 단지로, 현재 7개 박물관이 개관했으며 향후 13개까지 확장할 예정이다. 경기도 여주시 강천면 간매리로 옮길 계획이기도 하다.

## 연혁
- 1965년 6월 2일: 대신초등학교 옥촌분교 개교
- 1999년 2월 28일: 대신초등학교 옥촌분교 폐교
- 1995년 5월: 한얼테마과학박물관 단지 건립 추진위원회 발족
- 1999년 8월: 박물관 부지인 대신초등학교 옥촌분교 임대
- 1999년 10월 12일: 사단법인 한얼전통문화보존회 설립 인가(화관광부 법인 제130호), 유물 보관 작업 시작
- 2000년 10월 17일: 고문서유물관(문화관광부 인가 제157호), 전적유물관(문화관광부 인가 제158호), 과학문화관(문화관광부 인가 제159호) 인가
- 2002년 3월 15일: 카메라유물관(문화관광부 인가 제238호), 의학유물관(문화관광부 인가 제239호), 산업디자인유물관(문화관광부 인가 제240호) 인가
- 2003년 5월 19일: 테마과학관 인가(과학기술처 인가 사-13호)

## 구성
- 한얼고문서유물관 : 옛 조상들의 지혜를 엿볼 수 있는 서간류와 교지, 입안 문서 등이 전시되었다.
- 한얼전적유물관 : 역사 연구의 자료가 되는 옛 문헌 자료와 서적이 전시되었다.
- 한얼과학문화관 : 자연세계에서 보편적 진리나 법칙의 발견을 목적으로 한 체계적 지식의 산물이 전시되었다.
- 한얼카메라유물관 : 의학·공업·학술의 광범위한 분야에 걸친 촬영술에 대한 유물이 전시되었다.
- 한얼의학유물관 : 인체에 관한 연구와 질병의 예방 및 치료 과정을 담은 유물이 전시되었다.
- 한얼산업디자인유물관 : 환경 디자인올 통괄하여 볼 수 있는 유물이 전시되었다.
- 한얼테마과학관 : 과학에 관한 연구 자료와 물품을 실제로 만지며 탐구할 수 있게 전시되었다.

## 특징
- 전화로 미리 예약을 해야만 관람할 수 있다.
- 고문서유물관, 전적유물관을 제외하고는 모두 서울교통공사 1000호대 저항제어 전동차와 한국철도공사 1000호대 전동차를 전시실로 삼고 있다. 원래 전시물로 쓸 예정이었으나, 재정 여건 상 제대로 된 건물을 짓지 못했기 때문이다. 박물관 이전으로 곧 매각될 예정이다.